# Quoich River
Quoich River ist ein Fluss in der Kivalliq-Region des kanadischen Territoriums Nunavut.
Der etwa 370 km lange Fluss hat seinen Ursprung 150 km westlich der Wager Bay. Von dort fließt er in südlicher Richtung zum Westende des Chesterfield Inlet. Der Tehert River, ein rechter Nebenfluss, entwässert den Tehek Lake. Der mittlere Abfluss des Quoich River beträgt 187 m³/s. Kurz vor seiner Mündung überwindet er die St. Clair Falls.